# شعار الأرجنتين
شعار الأرجنتين تم اعتماده في شكله الحالي عام 1944 ويعود أصله إلى عام 1813.
ترمز شمس مايو إلى ثورة مايو وإلى نهوض الأرجنتين. والخلفية البيضاء والزرقاء موجودتان في علم الأرجنتين وتمثلان أيضاً شعب الأرجنتين. ترمز اليدان الممسكتين بالعصا إلى الصداقة والسلام والوحدة والاخوة، وترمز المصافحة إلى وحدة مقاطعات الأرجنتين المختلفة. بينما تمثل العصا القوة والرغبة في الدفاع عن الحرية الممثلة بطاقية الفريجيين (شعب عاش في الأناضول) أو طاقية الحرية في أعلى العصا. ويرجع أصل إكليل الغار وهو شعار قديم إلى الألعاب الأوليمبية حيث كان يقدم للفائزين من المتسابقين إكليل من الغار وهو يمثل النصر والمجد.

## شعارات محافظات الأرجنتين
| سيوداد دي بوينس (مدينة بيونس أيرس) | كاتاماركا           | بوينس آيرس                                           | قرطبة     |
| خوخوي                              | شاكو                | تشوبوت                                               | لاريوخا   |
| مندوسا                             | ميسيونس             | لابامبا                                              | ريو نيغرو |
| سالتا                              | سان خوان            | نيوكوين                                              | سان لويس  |
| سانتا في                           | سانتياغو ديل استيرو | تييرا ديل فويغو، انتاركتيكا وجزر جنوب المحيط الأطلسي | توكومان   |
| ---------------------------------- | ------------------- | ---------------------------------------------------- | --------- |